# Little Caprice
Markéta Schlögl (rozená Štroblová, * 26. října 1988 v Brně), známá též pod jevištním jménem Little Caprice, je česká pornoherečka a glamour modelka.

## Mládí a kariéra
Štroblová vyrostla společně se svým mladším bratrem v Brně. V roce 2008 začala svou kariéru v erotickém průmyslu, když ji objevila společnost Teenharbour.
Little Caprice začínala v žánru softporn teen. Dosáhla relativně velké popularity, takže si mohla založit svůj vlastní web (na kterém se nachází placený materiál pro dospělé).
V roce 2010 Teenharbour opustila, kvůli nesouhlasu s prací.
V roce 2011 ze začala věnovat modelingu a převzala plnou kontrolu nad svými webovými stránkami.
Fotila pro webové stránky MetArt Network, Twistys atp. Hardcore erotiku točila výhradně pro X-Art. V současnosti spolupracuje s Vixen Media.
V roce 2016 se svým manželem založila produkční společnost Little Caprice Media s.r.o.

## Osobní život
Má mladšího bratra.
Vdala se za rakouského pornoherce Marcella Brava (skutečné jméno Markus Schlögl, * 4. ledna 1978).

## Ocenění a nominace v erotickém průmyslu
| Rok  | Rozpoznávání  | Kategorie                              | Výsledek              |
| ---- | ------------- | -------------------------------------- | --------------------- |
| 2013 | Twistys Treat | Nejlepší dívka července                | vítězství             |
| 2016 | Cena AVN      | Nejlepší heterosexuální sexuální scéna | nominace              |
| 2016 | Cena AVN      | Nejlepší web                           | nominace              |
| 2016 | MET ART       | Nejsledovanější modely roku            | #15 (de 3.202 modely) |
| 2020 | Cena AVN      | Nejlepší zahraniční umělkyně           | vítězství             |